# Чубар-Абдуллово
Чуба́р-Абду́ллово (тат. Чубар Абдул) — село в Азнакаевском районе Республики Татарстан. Административный центр Чубар-Адулловского сельского поселения.

## География
Село расположено в Восточном Закамье на реке Мелля при впадении в неё реки Буралы, в 24 км к северо-западу от города Азнакаево.

## История
Во время IV ревизии (1782 г.) в  деревне Чубарь Абдуловой были учтены служилые татары  в количестве 8 душ мужского пола,  44 ревизские души ясачных татар и 3 души тептярей.
В «Списке населенных мест по сведениям 1859 года», изданном в 1864 году, населённый пункт упомянут как казённая деревня Чубар-Абдулова 1-го стана Бугульминского уезда Самарской губернии. Располагалась при речке Мелле, на просёлочном тракте из Бугульмы в Мензелинск, в 60 верстах от уездного города Бугульмы и в 45 верстах от становой квартиры в казённой и башкирской деревне Альметева (Альметь-муллина). В деревне в 70 дворах жили 512 человек (254 мужчины и 258 женщин). Была мечеть.

## Население
Количество жителей по годам
| 1859 | 1897 | 1906 | 1920 | 1926 | 1938 | 1949 | 1958 | 1970 | 1979 | 1989 | 2002 | 2010 | 2015 | 2018 |
| ---- | ---- | ---- | ---- | ---- | ---- | ---- | ---- | ---- | ---- | ---- | ---- | ---- | ---- | ---- |
| 512  | 962  | 1059 | 1202 | 791  | 816  | 665  | 745  | 745  | 507  | 448  | 444  | 393  | 382  | 382  |

Источник
Национальный состав
Согласно результатам переписи 2002 года, в национальной структуре населения татары составили 99%.

## Экономика
В селе 189 домохозяйств).

## Религия
В 1993 году начала действовать мечеть.

### Комментарии
1. ↑  Расстояние измерено с помощью инструментария Яндекс.Карты